# Östervärn, Hässleholm
Östervärn och Galgbacken är ett delområde i östra Hässleholm som ligger omedelbart innanför Röinge, stadens östligaste stadsdel. 
Östervärn domineras av småhus från 1950-talet med relativt stora trädgårdar, uppväxt grönska och en del större träd. Längst i söder finns även en del radhus. 
Områdets norra del är ett större naturområde, Galgbacken och Linnéängen. Galgbacken domineras av
vattentornet som är ritat av Ivar Tengbom 1910 och byggt i rött tegel. Vattentornet syns vida omkring. Norr om Galgbacken och Linnéängen går järnvägen Skånebanan från Hässleholm till Vinslöv–Kristianstad.